# Stadtkirche Waldeck

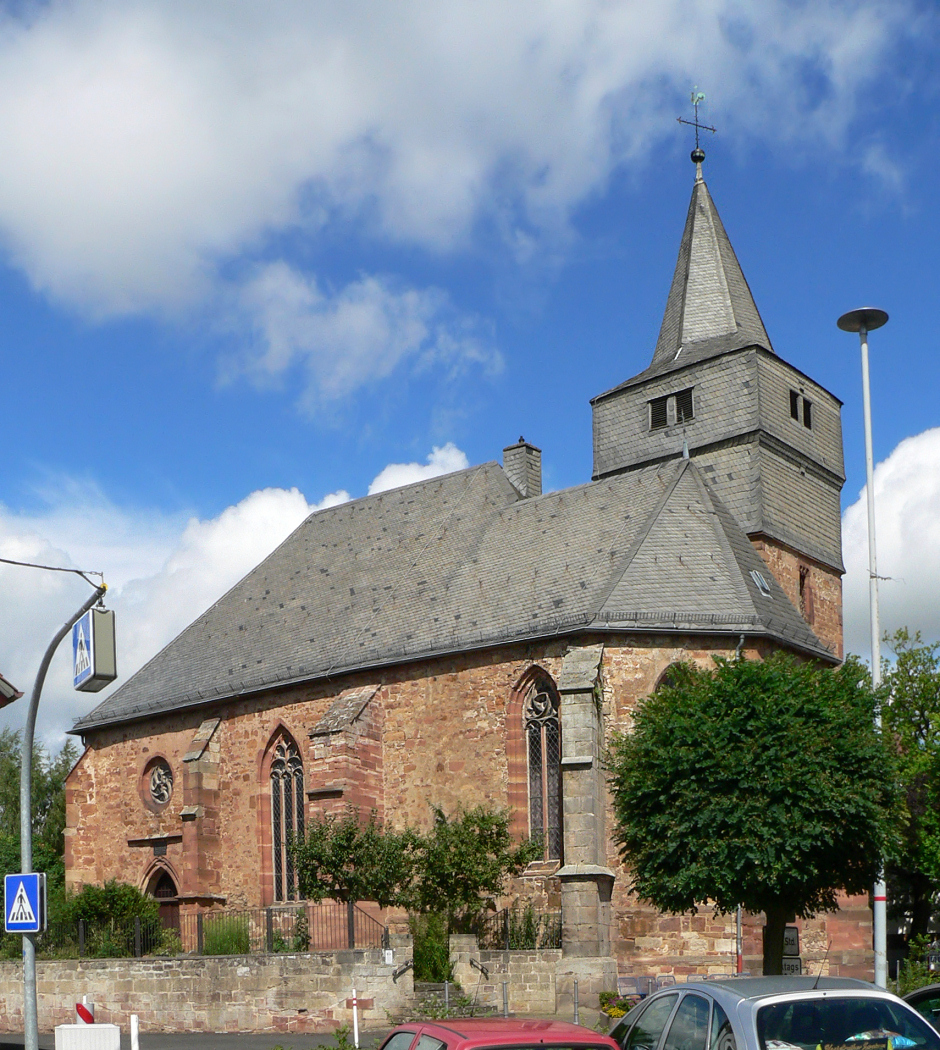
Stadtkirche

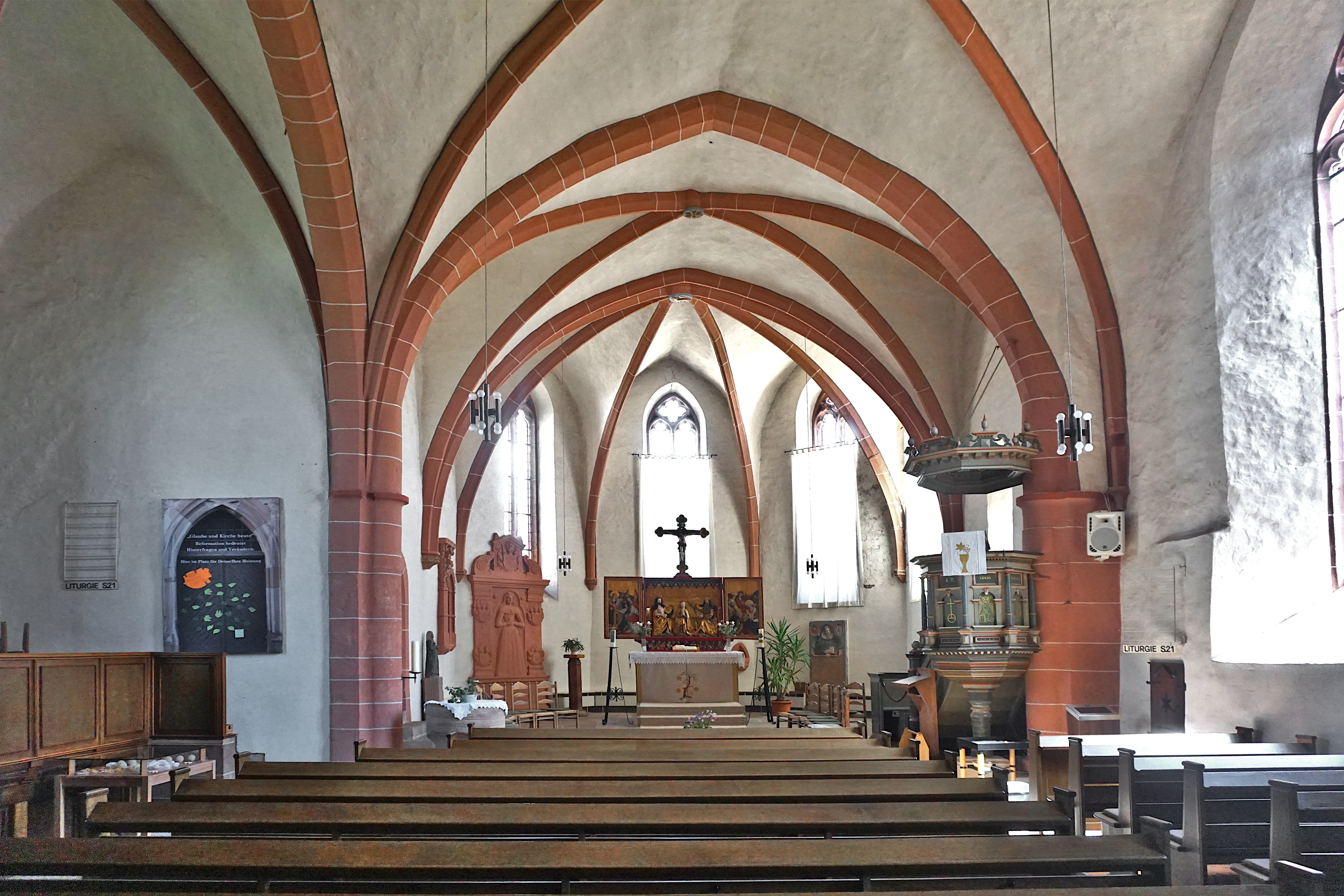
Innenraum der Stadtkirche

Die Stadtkirche Waldeck befindet sich in Waldeck im Landkreis Waldeck-Frankenberg, Nordhessen. Die Gesamtkirchengemeinde Waldeck gehört zum Kirchenkreis Eder im Sprengel Marburg der Evangelischen Kirche von Kurhessen-Waldeck.

## Geschichte

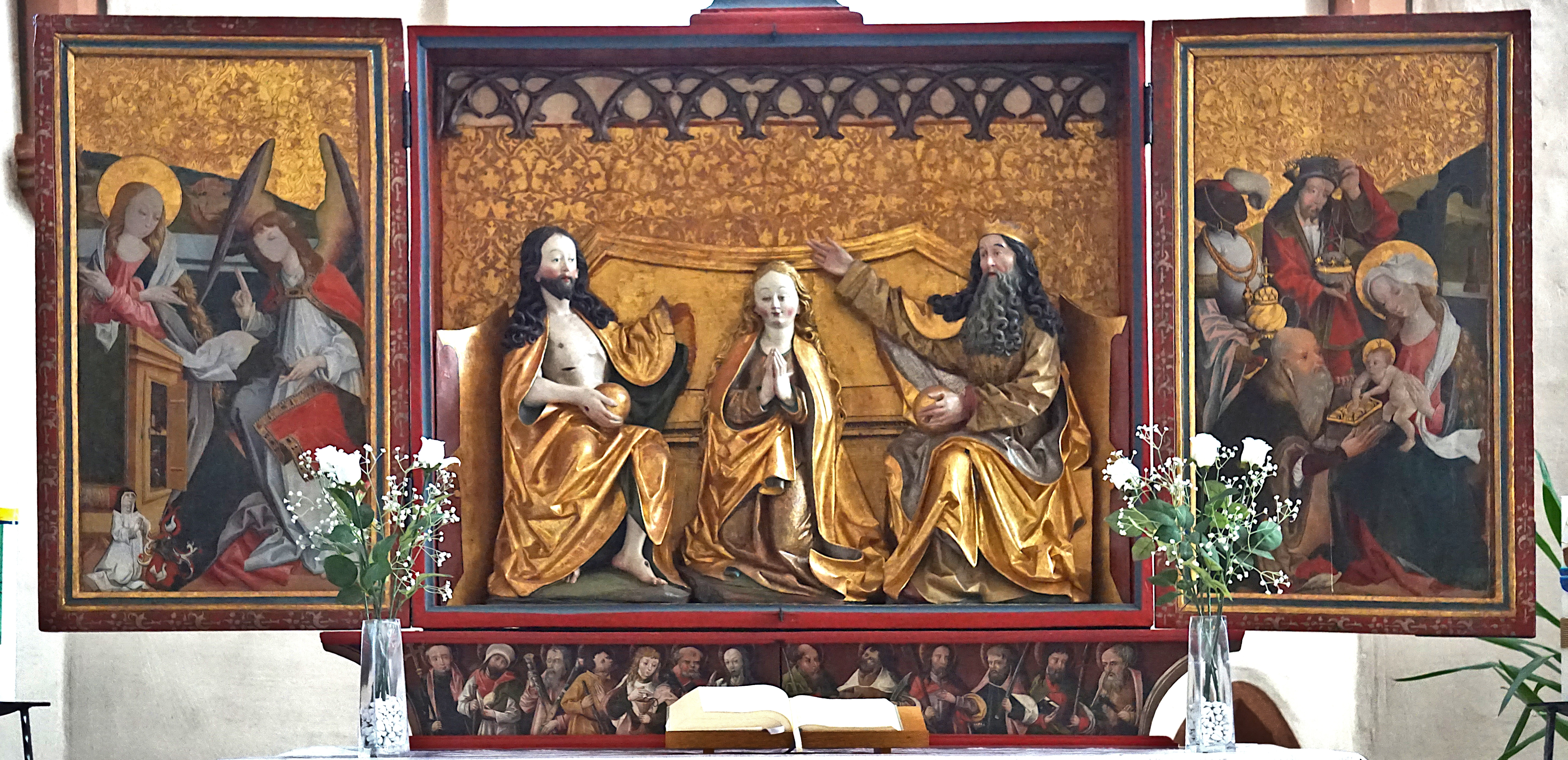
Der Altar

Am 13. Mai 1236 weihte Bischof Wilhelm von Havelberg eine Kapelle in Waldeck der heiligen Maria und unterstellte sie dem 1228 gegründeten Zisterzienserinnenkloster Marienthal in Netze. Ob sich diese Kapelle an der Stelle der jetzigen Kirche befand, ist nicht geklärt.
Der Chorraum ist der älteste Teil der heutigen Kirche, deren Bau um 1300 begonnen wurde. Während in der ganzen Grafschaft stattliche neue Kirchen (Kilianskirche (1335) und die Nicolai-Kirche (1359) in Korbach, Stadtkirche Bad Wildungen) gebaut wurden, erhielt die Stadtkirche in Waldeck lediglich einen Anbau, ein nördliches Seitenschiff und eine neue Südwand. Der Chor bekam an der Südseite ein neues Maßwerkfenster. Die Bürger und die Grafen von Waldeck hatten nur sehr begrenzten Einfluss auf diese Filialkirche des Klosters Netze.
1483 erhielt sie einen Schnitzaltar mit gemalten Flügeln, einen Marienaltar, der die Krönung der Maria durch die Dreieinigkeit darstellt. Das Bild der Predella, dem geschmückten Sockel des Altaraufbaus, zeigt Christus mit den zwölf Aposteln.  Der Altar wurde von der Äbtissin des Augustinerinnenklosters Berich, Margarete Huhn, gestiftet; sie ist in der unteren Ecke des linken Flügels als Stifterfigur mit ihrem Wappen abgebildet.
Von dem ursprünglich einschiffigen Kirchenbau sind nur Chor und Westmauer erhalten geblieben. Das Schiff in seiner jetzigen Gestalt wurde im 16. Jahrhundert ausgebaut. Der Turm wurde – wie bei den Wehrkirchen in Bergheim und Affoldern – seitlich an der Nordostseite des Chores errichtet. Vermutlich hatte er früher auch vier kleine Ecktürme. Zwei der vier Glocken stammen aus dem 14. Jahrhundert.

### Reformation in der Grafschaft Waldeck

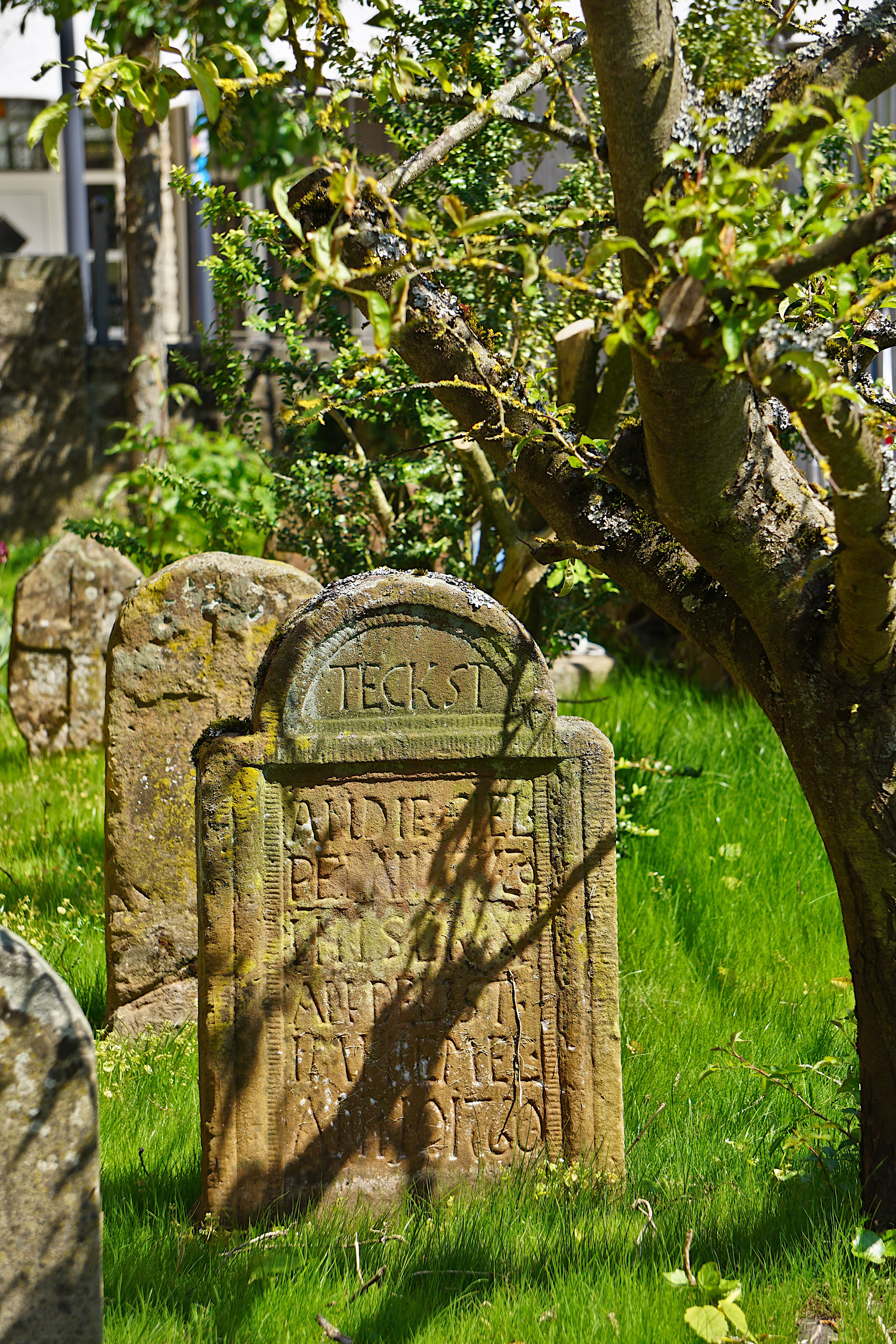
Gräber an der Südseite der Kirche

Im Jahre 1521 wurde Graf Graf Philipp IV. von Waldeck-Wildungen auf dem Reichstag von Worms ein Anhänger der reformatorischen Lehre. Philipp lud den aus dem mainzischen Fritzlar vertriebenen lutherischen Prediger Johann Hefentreger zu einer Probepredigt ein, die dieser am 29. April 1526 in der Schlosskapelle von Schloss Friedrichstein in Alt-Wildungen hielt. Philipp IV. und sein Onkel, Graf Philipp III. von Waldeck-Eisenberg, beriefen Hefentreger daraufhin zum Pfarrer der Stadt Waldeck, ihren Residenzsitz. Hefenträger predigte am 17. Juni 1526 erstmals nach Luthers Lehren in Waldeck.  Er wurde zum Reformator der Grafschaft Waldeck. Heute erinnern zwei Gedenktafeln an den Eingängen der Stadtkirche an diesen Tag.

## Orgel

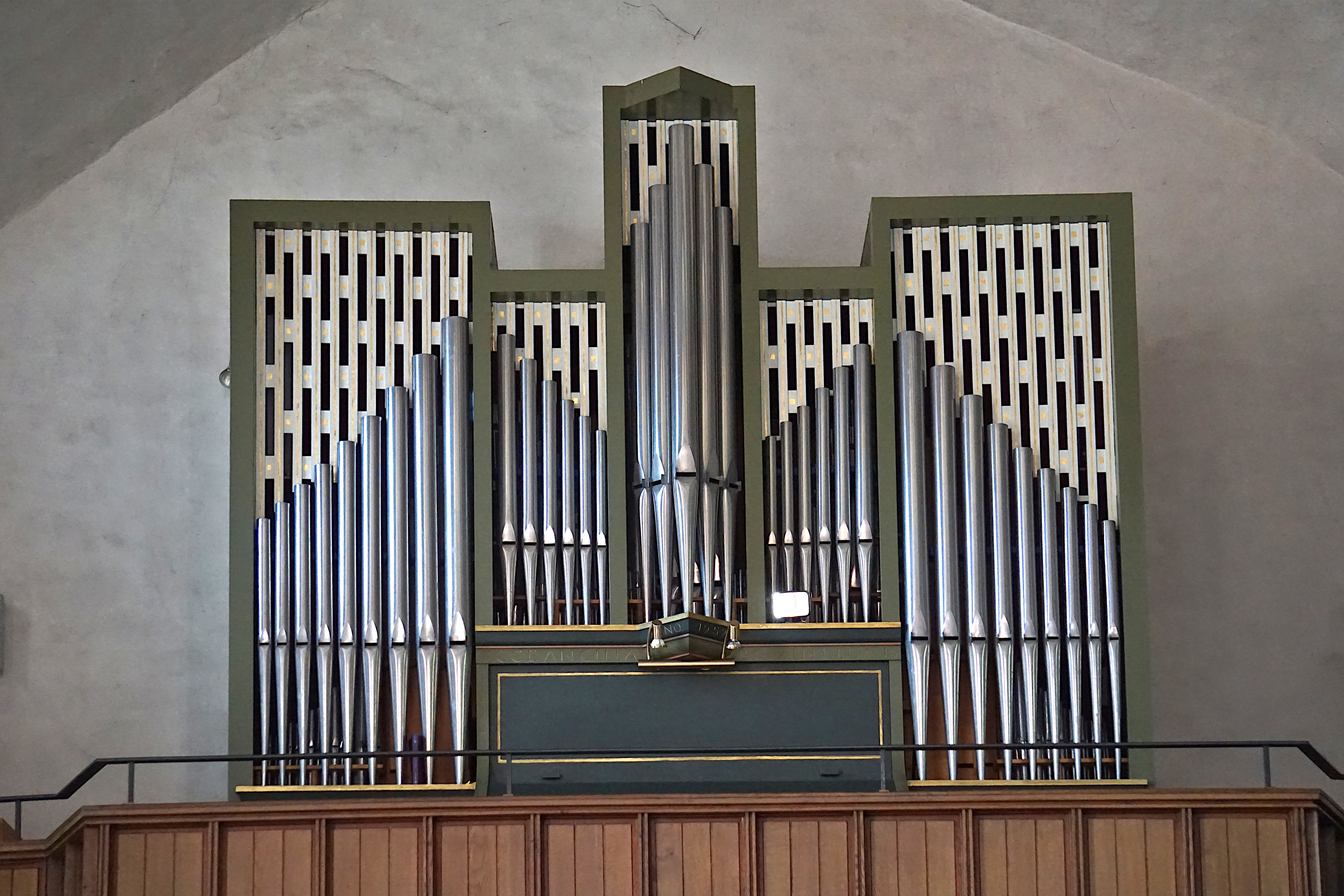
Die Orgel

Die Orgel wurde 1952 von dem Orgelbauer Bosch (Kassel) erbaut, und 1978 durch den Orgelbauer Lötzerich erneuert. Das Schleifladen-Instrument hat elf Register auf zwei Manualen und Pedal. Die Trakturen sind mechanisch.
| I Hauptwerk C–f3 |               |    |
| 1.               | Rohrflöte     | 8′ |
| 2.               | Prinzipal     | 4′ |
| 3.               | Blockflöte    | 2′ |
| 4.               | Mixtur III–IV |    |

| II Brustwerk C–f3 |           |       |
| 5.                | Gedackt   | 8′    |
| 6.                | Nachthorn | 4′    |
| 7.                | Prinzipal | 2′    |
| 8.                | Quinte    | 1 ⁄3′ |
| 9.                | Krummhorn | 8′    |
|                   | Tremulant |       |

| Pedalwerk C–f1 |         |     |
| 10.            | Subbass | 16′ |
| 11.            | Pommer  | 8′  |

- Koppeln: II/I, I/P, II/P